# 프릴레프시

프릴레프 시의 위치

프릴레프시(마케도니아어: Општина Прилеп)는 마케도니아 공화국 남부에 위치한 지방 자치체로 행정 중심지는 프릴레프이며 면적은 1,194.44km2, 인구는 76,768명(2002년 기준)이다. 북쪽으로는 차슈카 시와 돌네니 시, 동쪽으로는 카바다르치 시, 서쪽으로는 크리보가슈타니 시와 모길라 시, 노바치 시와 접하며 남쪽으로는 그리스와 국경을 접한다.